# サン・ピエトロ広場

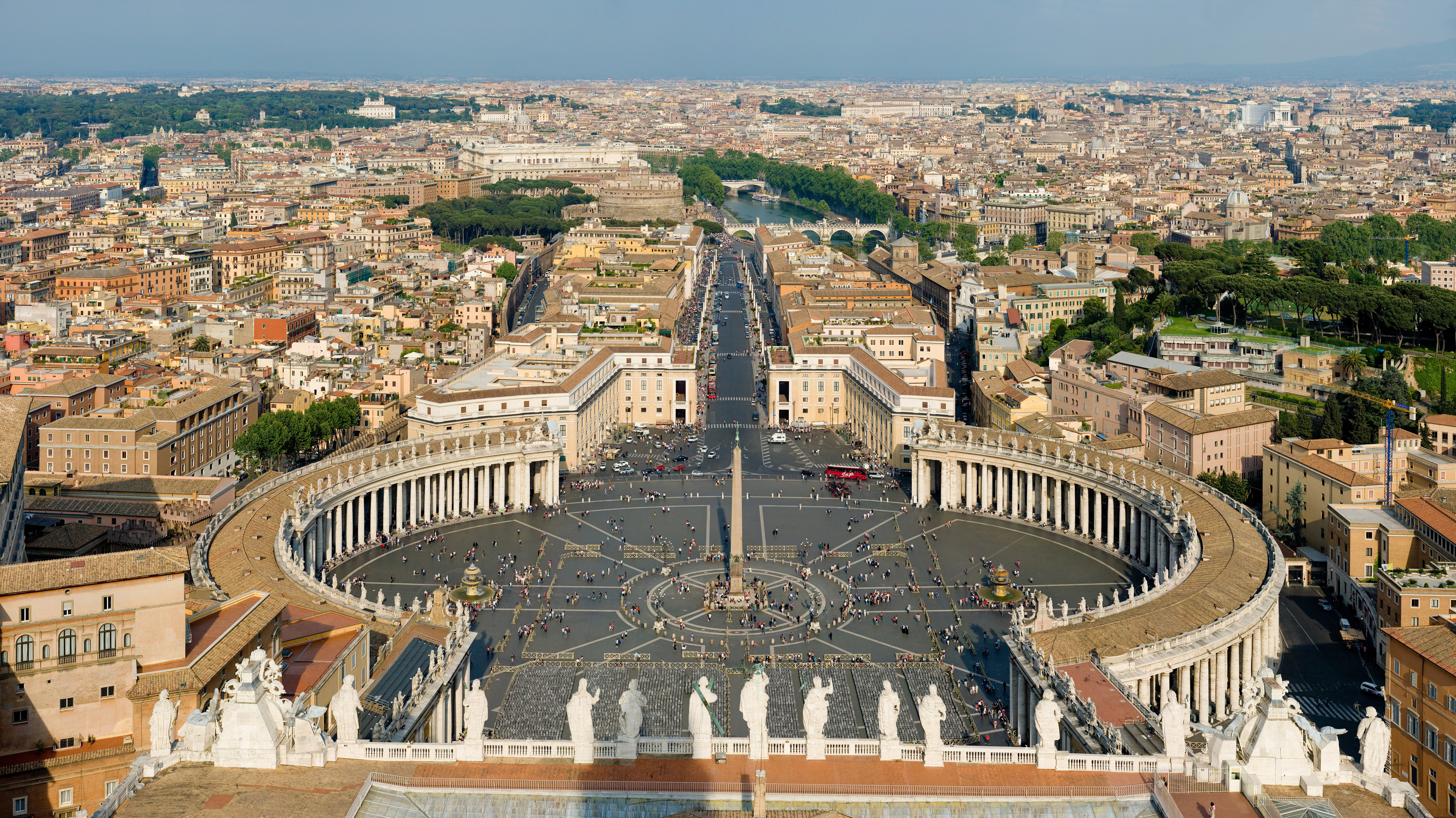
サン・ピエトロ広場

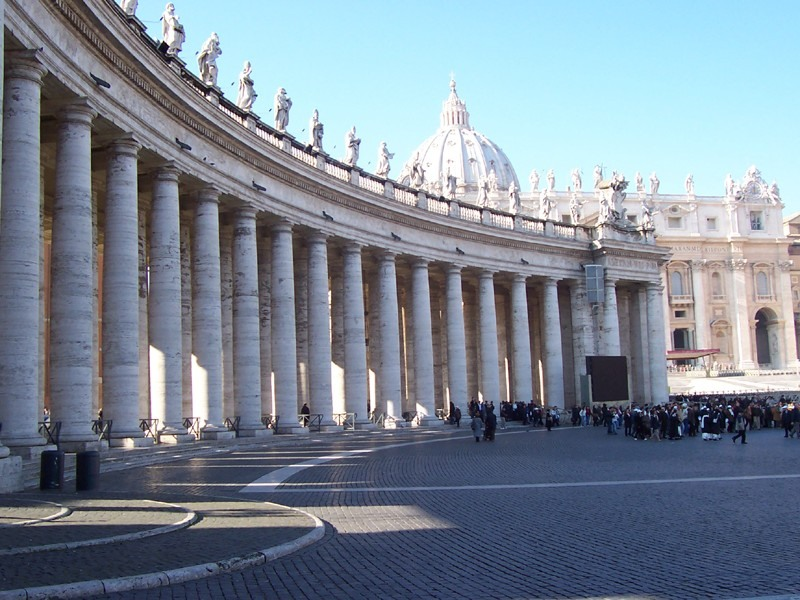
サン・ピエトロ広場

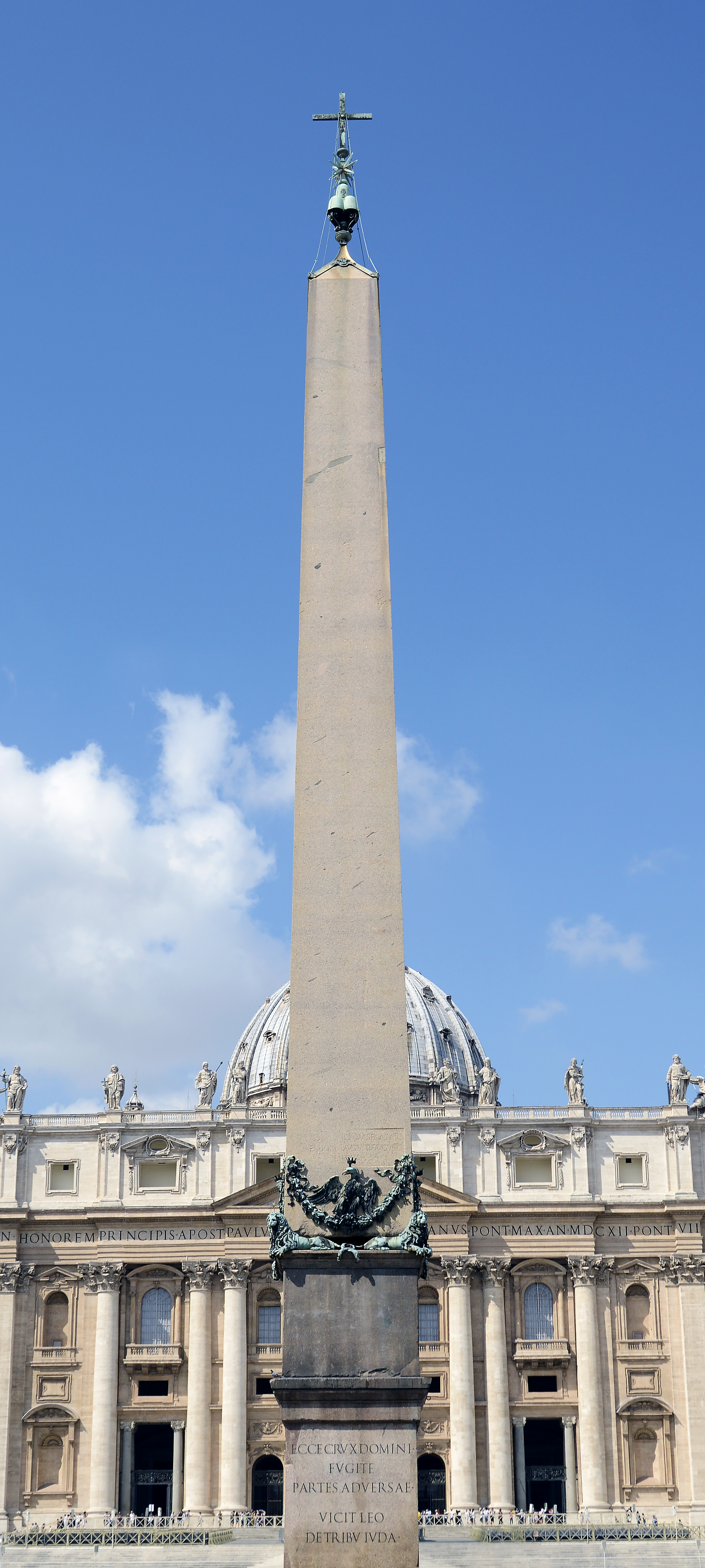
Obelisco Vaticano

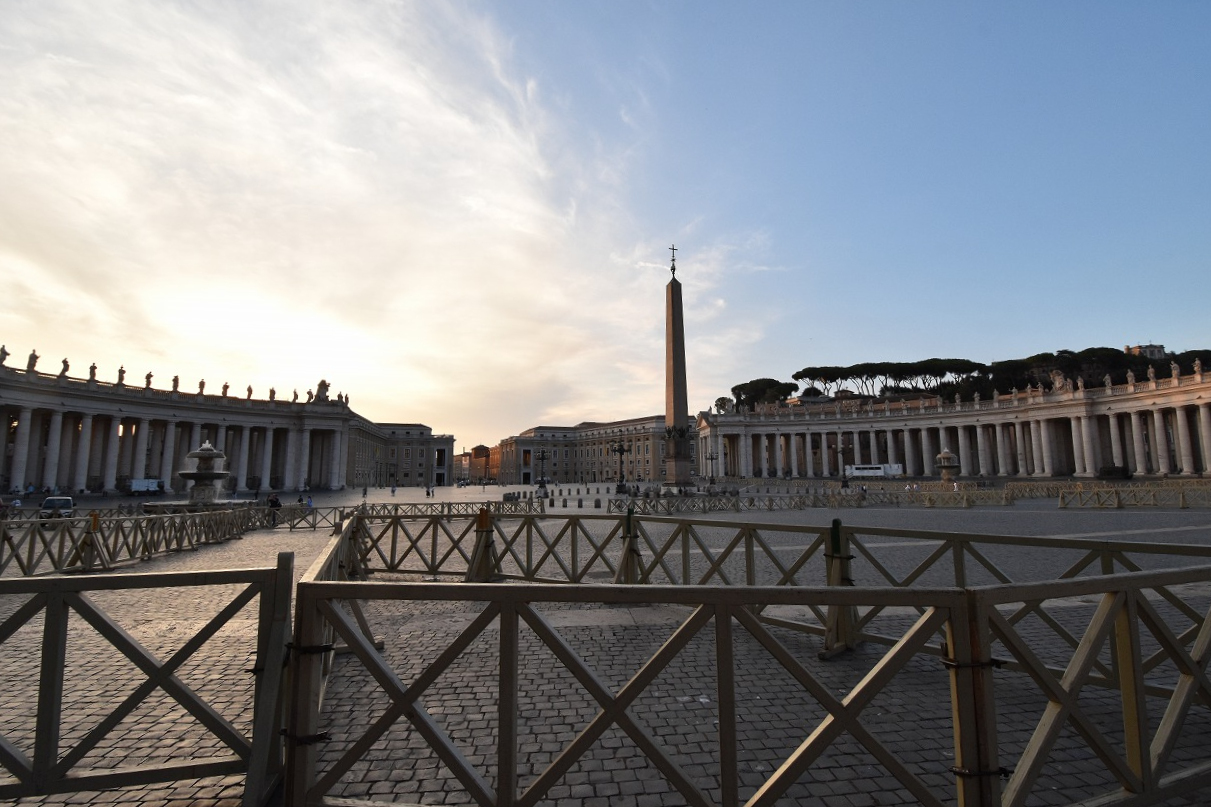
サン・ピエトロ大聖堂を背に見るオベリスク。

サン・ピエトロ広場（サンピエトロひろば、イタリア語：Piazza San Pietro）は、バチカン市国南東端にあるカトリック教会の総本山、サン・ピエトロ大聖堂の正面にある楕円形の広場。ジャン・ロレンツォ・ベルニーニの設計により、1656-67年に建設された。4列のドーリア式円柱による列柱廊と140体の聖人像に囲まれた広場の中央にオベリスクが立つ。

## 概要
ベルニーニは広場を、幅240メートルもある巨大な楕円形として完成させた。広場を取り囲んでいるのは4列に並べられた合計372本の石柱であり、柱の上には140体もの聖人像が広場に集まった人々を見守るように立ち並んでいる。ベルニーニは古代ローマの闘技場コロッセオからインスピレーションを受けていた。コロッセオが生み出した熱狂と興奮をもとに、ベルニーニはサン･ピエトロ広場を巨大な劇場空間へと変貌させようとした。
さらに、この形にはベルニーニの個人的な思いが隠されていた。設計の時に描かれたスケッチを見ると、大きく腕を広げた人体に重ねて大聖堂と広場が描かれている。
ベルニーニが何よりも重要視していたのは、世界中から救いを求めてサン･ピエトロ広場に集まる信者たちの心情であった。このためベルニーニは、広場を訪れる人々により大きな感動を与えようと、ローマの町に仕掛けを施した。広場に向かう信者たちが渡るサンタンジェロ橋に足を踏み入れると、ベルニーニが配した10体の天使が彼らを迎える形に配置されている。信者たちはこの橋を渡りながら、キリストの受難と自らの苦しみを思い、聖地へと向かう。重苦しい受難の道を越え、真っ直ぐ進んでいくと、そこには巨大な楕円形の広場が待っており、長い旅路の果てに辿りついた信者たちを、巨大な空間が出迎えているというからくりである。
ベルニーニの最後の仕掛けはサン・ピエトロ広場内にあった。特定の場所から見ると、壁に並んでいるような柱がピッタリ重なり合い広場の外がきれいに見える。実は4列に並ぶ柱はある場所を中心に放射状に立てられていた。ベルニーニは閉じながら、同時に世界が開かれている、その両方を満たす空間を作ろうとした。広場の中の信者にとって、そこは閉じられ守られた空間である。しかし、同時に世界中にいる信者たちにも救いをもたらすべき場であるとベルニーニは考えたのである。

### オベリスクについて
紀元40年頃にエジプトから運ばれたもので、高さ25.5ｍ、重さ320トンにもなる。聖ペテロ（サン・ピエトロ）は、このあたりで逆十字架に架けられていたと伝わる。

## centro del colonnato
広場には円柱の中心（centro del colonnato）というマークがある。ここが先述の「特定の場所」であり、ここに立つと、重なり合う4列の円柱が一本に見えるようになり、広場の外の景色を見ることができる。